# 칫소
질소주식회사(일본어: チッソ株式会社 칫소카부시키카이샤[*])는 전후고도성장기에 발생한 미나마타병의 보상업무를 전업으로 하는 일본의 기업이다. 본래 화학공업 메이커였지만, 2011년 3월 31일 화공사업 부문을 핵심 자회사인 일본신질소(JNC)에 이관하면서 지주회사가 되었다. 등기상의 본점은 오사카시 북구 나카노시마에, 본사는 도쿄도 지요다구 오오테정에 있다. 주요 자회사・관련회사로 JNC, JNC석유화학(구 질소석유화학), 큐슈화학공업, JNC파이버즈(구 질소폴리프로섬유) 등이 있다. 아사히화성, 세키스이화학공업, 세키스이하우스, 신에츠화학공업, 센코그룹홀딩스, 일본가스주식회사 등의 모체기업이기도 하다.

## 같이 보기
- 액정
- 미나마타병
- 미나마타시
- 산업폐기물
- 자이바쓰